# Glamondans
Glamondans település Franciaországban, Doubs megyében. Lakosainak száma 196 fő (2022. január 1.). Glamondans Dammartin-les-Templiers, Gonsans és Bouclans községekkel határos.

## Népesség
A település népességének változása:
| Lakosok száma | 173  | 133  | 147  | 221  | 197  | 211  | 217  | 207  | 202  | 196  |
|               | 1968 | 1982 | 1990 | 2006 | 2013 | 2015 | 2017 | 2019 | 2020 | 2022 |